# Anja Höfer
Pour les articles homonymes, voir Höfer.
Anja Höfer, née le 3 août 1971 à Neubeckum en Rhénanie-du-Nord-Westphalie, est une journaliste allemande et animatrice de télévision sur Arte.

## Biographie
Après des études de germanistique et de philosophie à l'université de Heidelberg, Anja Höfer a fait ses débuts de journaliste au sein de la chaîne de télévision et de radiodiffusion Südwestrundfunk (SWR) société publique de radiodiffusion du Sud de l’Allemagne. Elle y présente sur SWR2 une émission radio-culturelle "Journal" ainsi qu'une émission télévisée intitulée "Wortwechsel" ("Altercation"). On la voit également présenter le jeu télévisé "Ich trage einen großen Namen" ("Je porte un nom célèbre").
Elle est animatrice, en alternance avec Rebecca Manzoni, de l'émission de télévision Metropolis (2010-2011), et avec Vincent Josse de Square (depuis 2012), deux magazines culturels hebdomadaires diffusés sur Arte.

## Publications
- Johann Wolfgang von Goethe, 4. Aufl., dtv, 2005  (ISBN 3-423-31015-4)
- Heiterkeit auf dunklem Grund. Zu Goethes Kunstanschauung, in Detlev Schöttker (hrsg.), Philosophie der Freude. Von Freud bis Sloterdijk, Leipzig, Reclam, 2003